# Max Reisch

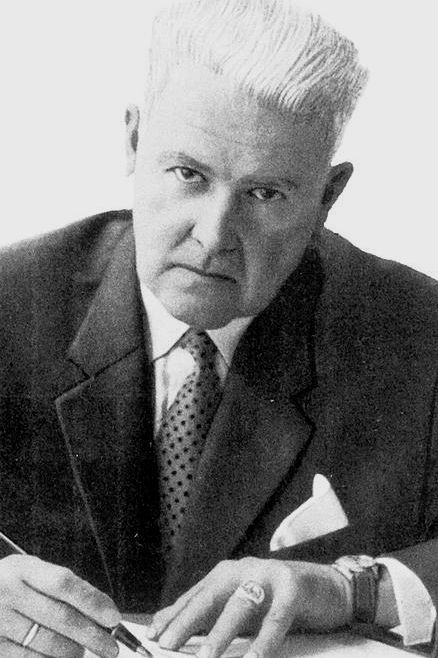
Portrait Max Reisch, ca. 1960

Max Reisch (* 2. Oktober 1912 in Kufstein; † 18. Jänner 1985 ebenda) war ein österreichischer Reisepionier, Reiseschriftsteller, Geograph, Journalist und Orientfachmann.

## Leben und Wirken
Max Reisch ging in Bozen und Kufstein zur Schule, absolvierte die HTL Mödling (Fachrichtung Hochbau) und erwarb 1931 den Ingenieurstitel. Er studierte an der Technischen Universität Wien Architektur, allerdings ohne Abschluss, und an der ehemaligen Hochschule für Welthandel, die er als Diplom-Kaufmann 1937 abschloss. Darauf folgte 1939 ein Doktorat beim Wirtschaftsgeographen Bruno Dietrich.
In seinen Jugendjahren war er sportlich interessiert und als Amateur auch aktiv als Skifahrer, Motorsportler (Skijöring) und Bergsteiger.
Er wurde vor allem bekannt als früher Reisepionier und Fernreisender mit Expeditionsfahrten nach Nordafrika, dem Nahen und Mittleren Osten, also auch nach Palästina, Syrien, Persien, Irak, Afghanistan oder Indien, sowie bis in den Fernen Osten, also ganz Hinterindien bis China. Seine Fahrten wurden durchgeführt mit Motorrad, Auto und einem ersten, von ihm selbst entworfenen Wohnmobil bzw. auch mit von ihm gestalteten Camping-Ausrüstungen. Er war auch Reisepionier der Rotel Tours und plante bzw. leitete dort Reisen über Afghanistan bis Pakistan oder Sahara-Fahrten in Algerien sowie Rotel-Tours-Fahrten weltweit (siehe unten: Reisen und Expeditionen).

### Reisen und Expeditionen (Auswahl)
- 1930: Solo-12-Alpenpässe-Motorrad-Fahrt mit einem Puch-Motorrad Type 175, u. a. über das Stilfserjoch[3];
- 1931: Solo-Motorrad-Fahrt mit einem Puch-Motorrad Typ 175 zum und rund um den Gardasee[4];
- 1932: Nordafrika-/Sahara-Motorrad-Fahrt zusammen mit Alfred Schricker, mit einem serienmäßigen Puch-Motorrad Type 250 (für die Expedition von Max Reisch zusätzlich aufgerüstet); als erster Österreicher.[5];
- 1933: Indien-Motorrad-Expedition zusammen mit Herbert Tichy, auf einer serienmäßigen Puch 250 mit verbesserter Spezialausrüstung von Max Reisch, Fahrt über: Balkan, Anatolien, die Syrische Wüste und den Iran zum indischen Subkontinent bis Mumbai. Max Reisch und Herbert Tichy waren die Ersten, die den Landweg nach Indien mit einem Motorrad erfolgreich bewältigten.[6]
- 1934: „10.000 km durch Europa“, Fahrt mit der „Indien-Puch 250“, nach Italien, Deutschland, England und Frankreich (zus. mit Rolf Hecker) zur Vorbereitung einer geplanten Asien-Fernreise[7]

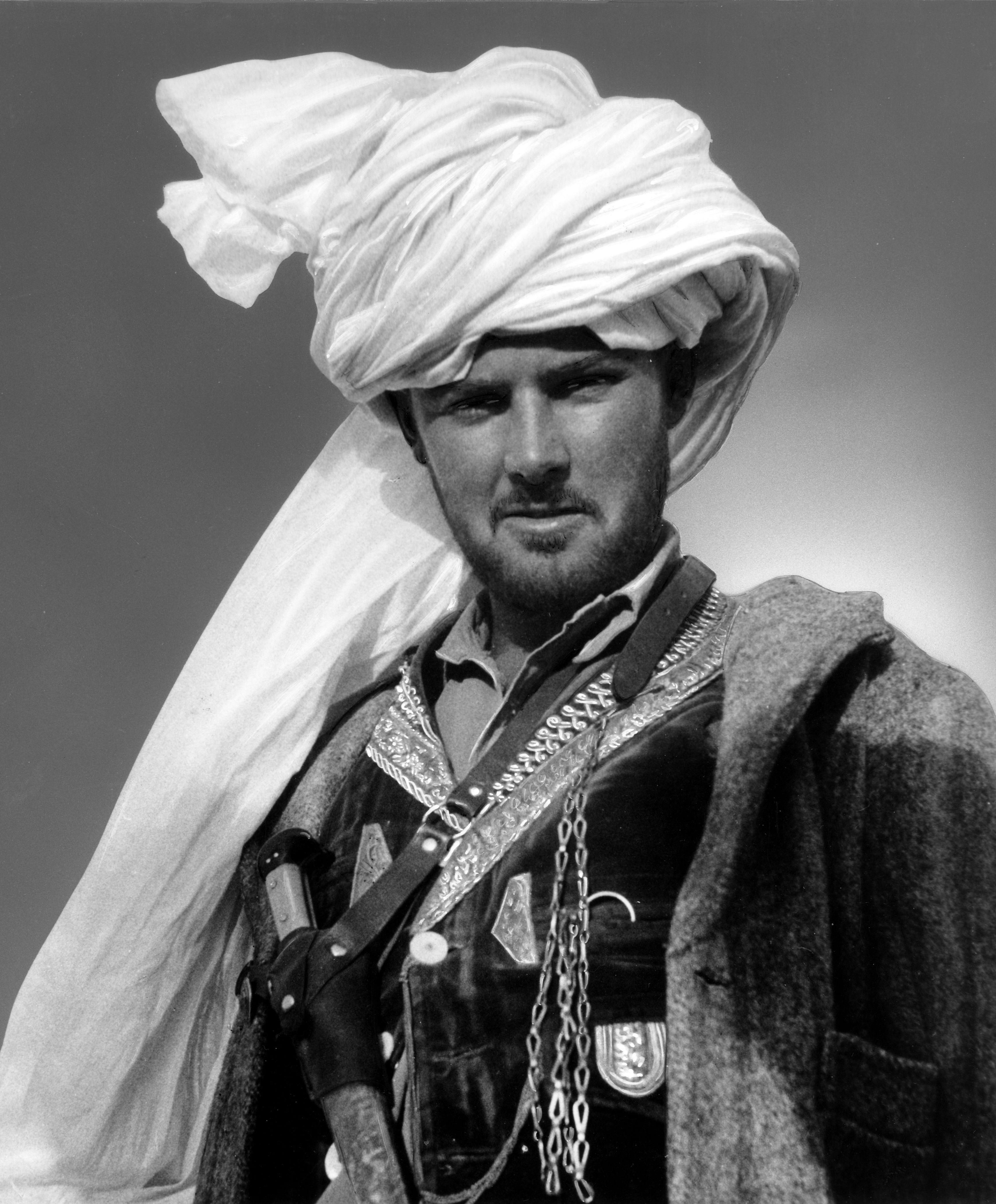
Max Reisch 1935 in Afghanistan

- 1935/1936: Automobil-Weltfahrt (mit Helmuth Hahmann)[8] mit einem nach Plänen von Max Reisch zum Expeditions-Fahrzeug umgebauten Steyr Automobil Type Steyr 100, mit damaliger Erstdurchquerung von Hinterindien (Burma, Thailand, Laos nach China) im Automobil, und dann eine Weltumrundung über Japan und die USA zurück nach Österreich.[9]
- 1939: Automobil-Fahrt nach Skandinavien (geplant bis zum Nordkap, Abbruch wegen Beginn des II. Weltkrieges)[10];
- 1942/1943: als Offizier beim Deutschen Afrikakorps unter General Erwin Rommel Fahrten in den Wüsten Tunesiens, Libyens und Ägyptens, u. a. bis zur Oase Siwa.[11]
- 1952: Arabien-Reise, zusammen mit Rolf Hecker, mit dem von Max Reisch konzipierten ersten Wohnmobil Europas[12] über den Nahen Osten bis in den Irak, Kuwait, sowie nach Saudi-Arabien bis Riad.[13]
- 1953: Nordafrika/(Nord-)Sahara-Reise, zusammen mit Gattin Christiane Reisch, ebenfalls mit dem o.a. Pionier-Wohnmobil, vor allem durch die Libysche Wüste.[14]
- 1955/1956: Reise auf die Sinai-Halbinsel und in die Wüsten Ägyptens entlang von Rotem Meer und Mittelmeer, mit einem Opel-Caravan (Bj. 1954), mit speziellem Dachzelt-Aufbau (= der sog. „Sinai-Moses“), zusammen mit Gattin Christiane Reisch.[15]
- 1958: Reise „Auf den Spuren Alexanders des Großen“ über den Libanon, den Iran, Afghanistan bis ins heutige Pakistan, ebenfalls mit dem „Sinai-Moses“ und mit Gattin Christiane Reisch[16].
- 1959: Erste Gruppen-Pilgerfahrt/Reise (als Konzeptersteller und Reiseleiter) für Rotel Tours nach Jerusalem, damals mit 3 Reisebussen samt Schlafanhängern[17].
- 1961: Einzel-Reise „Auf den Spuren des ersten Kreuzzugs (1096–1099)“ ins Heilige Land und bis nach Petra und die Küste des Roten Meers im heutigen Jordanien, mit einem Ford Taunus (Bj. 1961) und einem Wohnwagen der Fa. Knaus, auch diesmal zusammen mit Gattin Christiane Reisch[18].
- 1962–1975: Max Reisch konzipierte und leitete auch die erste (und mehrere folgende) Rotel-Tours-Reise(n) von Europa bis Indien, und durchquerte dabei die Türkei, Iran, Afghanistan und Pakistan, ebenfalls mit Reisebus(sen) und Schlafwagenanhänger(n).[19]
- 1969–1980: Gruppenreisen (als Konzeptersteller) für Rotel Tours, Nordafrika und Sahara, zunächst von Tunis bis Tamanrasset, später weiter über Agadez, Niamey (Niger), dann über Abomey und Porto-Novo (beide Benin) bis Accra (Ghana).
- 1972–1981: Fallweise Reiseleitungen und Konzepterstellungen bei Rotel-Tours (neben der o. a. Indien-Route und der o. a. Sahara-Route): Reisen in/nach Südafrika, den Kaukasus, nach Skandinavien, in Island, in Südamerika und zuletzt auch in Indonesien.

### Sonstiges Wirken
Zusammen mit seinem Bruder Hans F. Reisch (1907–2004) war er einer der Gründer der Vorläufer-Organisation der Spar Österreichische Warenhandels-AG (der sog. Andreas-Hofer-KG Kufstein) im Jahr 1946, und auch Co-Geschäftsführer dieser Firma sowie der ab 1954 gegründeten nachfolgenden Spar AG (s. o., bis 1955).
Im Jahr 1950 errang Max Reisch den österreichischen Rallye-Staatsmeistertitel und war der erste Tiroler, der den OSK-Pokal gewinnen konnte.
Max Reisch war auch als Volksbildner tätig und hielt zwischen 1934 und 1984 mehr als 700 Lichtbilder-Vorträge über seine Reisen und Expeditionen in Volksbildungs- und vergleichbaren Einrichtungen in Österreich, Deutschland, Südtirol, der Schweiz und Ungarn.
Für sein Wirken erhielt Max Reisch auch etliche österreichische Auszeichnungen und Ehrungen (Auswahl).
- 1954 Goldenes Verdienstzeichen des Österreichischen Automobil-, Motorrad- und Touring Club[26];
- 1971 wurde ihm der österreichische Berufstitel Professor verliehen;
- 1978 erhielt er die Silberne Ehrenmedaille der Bundeshauptstadt Wien;
- 1981 Ehrenzeichen in Silber des Motor-Presse-Club-Austria;
- 1982 ehrte ihn das Land Tirol mit dem Verdienstkreuz des Landes Tirol.
- 1984 bekam er das Goldene Kultur-Ehrenzeichen der Stadt Kufstein[27].

## Publikationen

### Bücher (Auswahl)
- Transasien. Verlag F.A. Brockhaus, Leipzig 1939 (Bericht zur Asienfahrt im Auto 1935).
- Mit 32 PS nach China. Verlag F.A. Brockhaus, Leipzig 1941 (Kurzfassung von „Transasien“ 1939).
- Transasia. Blix forlag, Oslo 1944 („Transasien“ 1939, auf Norwegisch).
- Indien – lockende Ferne. Ullstein Verlag, Wien u. a. 1949 (Bericht zur Indienfahrt 1933 mit Herbert Tichy, Motorrad).
- Gewürzkunde. Beschreibung, Prüfung und Verwendung der Gewürze (mit Hans Lang). Verlag Waldheim und Eberle, Wien 1950.
- 2 Mann und 32 PS. Ullstein Verlag, Wien u. a. 1951 (Asienfahrt 1935 und Fortsetzung als Weltumrundung über Japan und die USA 1936).
- Im Auto nach Koweit. Ullstein Verlag, Wien u. a. 1953 (erster Bericht zur Arabienfahrt 1952).
- To ar Pa Fire Hjul. Verlag John Griegs, Bergen 1953 („2 Mann und 32 PS“ 1951, auf Norwegisch, Titel deutsch „Zwei Jahre auf Vier Rädern“).
- König im Morgenland. Ullstein Verlag, Wien u. a. 1954 (zweiter Bericht zur Arabienfahrt 1952).
- Till Kuwait. Verlag Natur och Kultur, Stockholm 1955 („Im Auto nach Koweit“ 1953, auf Schwedisch, Titel deutsch „Nach Kuwait“).
- Mit 6 PS durch die Wüste. Verlag Carl Ueberreuter, Wien 1956 (Jugendbuch auf Basis verschiedener Afrika-/ Saharafahrten).
- Auf nach Afrika! (mit Christiane Reisch). Ullstein Verlag, Wien u. a. 1957 (Bericht über die Afrika-/ Saharareise 1953).
- Tapis Volants et Pipelines. Verlag Calmann-Levy, Paris 1957 („König im Morgenland“ 1954, auf Französisch, Titel deutsch „Fliegende Teppiche und Pipelines“).
- Siwa – Sinai und Sid. Geographischer Verlag Kümmerly+Frey, Bern 1958 (Bericht zur Ägypten- und Sahara-Reise 1955/1956).
- Mit Fridolin nach Indien. Verlag Ehrenwirt, München 1960 (Jugendbuch auf Basis der Indienfahrt 1933).
- Mit Fridolin nach Siam. Verlag Ehrenwirt, München 1961 (Jugendbuch auf Basis der Asienfahrt 1935).
- Mausefalle Afrika: Meine Wüstenfahrten bei Rommel, und wie wir aus Tunis entwischt sind. Verlag K. Vowinckel, Neckargemünd 1962 (Bericht zu Fahrten als Offizier im Deutschen Afrikakorps 1941–1943).
- Strasse der Zehntausend: Auf den Spuren Alexanders des Großen. Österreichischer Bundesverlag, Wien 1962 (Bericht zur Reise im Nahen und Mittleren Osten bis Pakistan 1958).
- Die Strasse des Glaubens: Auf den Spuren der Kreuzritter. Österreichischer Bundesverlag, Wien 1965 (Bericht zur Palästina-Reise 1961).
- Karawanenstrassen Asiens (Hrsg.). Verlag Welsermühl, Wels 1974, ISBN 3-85339-126-5 (Bildband auf Basis verschiedener Reisen Max Reisch's im Nahen und Mittleren Osten).
- Gedanken über das Reisen. Zitate und Aussprüche bedeutender Dichter und Denker von Konfuzius bis heute. Gesammelt von Max Reisch (Hrsg.). Tittling bei Passau/BRD 1978: Rotel Tours, ISBN 3-927218-50-2.
- Gedanken aus dem Orient. Gesammelt und gestaltet von Prof. Dr. Max Reisch (Hrsg.). Verlag W. Ennsthaler, Steyr 1983, ISBN 3-85068-170-X.
- Indien lockende Ferne: 13.000 km Pionierfahrt nach Indien. Verlag W. Ennsthaler, Steyr 1983, ISBN 3-85068-131-9 (erw. Neuauflage von „Indien etc.“ 1949).
- Im Auto um die Erde: Pionierfahrt durch Burma, Thailand, Laos, Vietnam und China. Verlag W. Ennsthaler, Steyr 1984, ISBN 3-85068-176-9 (erw. Neuauflage von „2 Mann und 32 PS“ 1951).
- Out of the Rat Trap. Desert Adventures with Rommel. The History Press, Stroud 2013: ISBN 978-0-7524-9007-6 („Mausefalle Afrika“ 1962, auf Englisch, aber mit neuen, hier erstmals veröffentlichten Fotos; Titel deutsch „Hinaus aus der Mausefalle. Wüsten-Abenteuer mit Rommel“).
- An Incredible Journey, The lost world of the 1930s circled by two men in one small car. Veloce Publ., Poundbury 2017, ISBN 978-1-78711-165-3 („Im Auto um die Erde“ 1983, auf Englisch, Titel deutsch „Eine unglaubliche Reise. Die verlorene Welt der 1930er-Jahre umrundet von 2 Mann in einem kleinen Auto“).
- India. The Shimmering Dream, A captivating window to a forgotten world, to India by motorcycle in 1933. Veloce Publ., Poundbury 2018, ISBN 978-1-78711-294-0 („Indien – Lockende Ferne“ 1983, auf Englisch, Titel deutsch „Indien – ein gleißender Traum. Ein faszinierendes Fenster in eine vergessene Welt: Nach Indien mit dem Motorrad 1933“).

### Artikel und Buchbeiträge
Max Reisch veröffentlichte zwischen 1932 und 1984 mehr als 500 Artikel in Zeitungen und Zeitschriften (in: Österreich, Deutschland, Schweiz, Ungarn, Estland, Italien, Großbritannien, USA, Indien, Afghanistan u. a.), sowie ca. 30 Beiträge als Artikel in Büchern anderer Autorinnen und Autoren in diesem Zeitraum. Siehe dazu die detaillierte Auflistung/Erfassung in der Max-Reisch-Biblio-, Media- und Webografie von Ingo Mörth (Abschnitt: Artikel und Buchbeiträge).

### Audio, Video-, Audiovisuelle und Internet-Beiträge
Max Reisch hat alle seine Reisen mit Fotografien (ab 1932 in S/W, ab 1942 auch in Farbe) dokumentiert. Ab 1933 gibt es auch Schmalfilmbeiträge in S/W (nicht jedoch in Farbe). Er veröffentlichte zwischen 1934 und 1984 darüber hinaus selbst etliche Rundfunkbeiträge, dazu auch ab 1961 auch einige eigene Video-/Fernsehbeiträge; dazu gibt es etliche Fernsehfilme, die nach seinem Tod 1985 aus dem vorhandenen Material gestaltet und gesendet wurden. Für Max Reisch wurden seit 2007 auch Web-Auftritte gestaltet.
Siehe dazu die detaillierte Auflistung/Erfassung in der Max-Reisch-Biblio-, Media- und Webografie von Ingo Mörth (Abschnitt: Audio-, Visionelle, Audiovisionelle und Internet-Beiträge)

#### Film und Fernsehen (Auswahl)
- die Auswahl wird nur aus auch heute online verfügbaren Film- und Fernsehbeiträgen getroffen.
- (1933/1936/2013) Max Reisch fährt auf dem Motorrad Puch 250 13.000 km durch Asien, Wien - Bombay, Zusammenschnitt mit Zwischentiteln aus dem 16 mm Agfa S/W-Filmmaterial zur Indien-Fahrt 1933 (Kameramann zumeist Herbert Tichy), gestaltet von Karl Kabelka 1936, einst präsentiert bei div. Vorträgen von Max Reisch; heute digitalisiert online via youtube.
- (1934) Mit dem Motorrad nach Indien und zurück [mit Interviewausschnitten von Max Reisch und Herbert Tichy]. Bericht in der Wochenschau „Österreich in Bild und Ton“, 19. Januar 1934: Ankunft der beiden Studenten Herbert Tichy und Max Reisch in Wien nach ihrer Motorrad-Fahrt nach Indien und retour, bei der »Spinnerin am Kreuz (Wien)«[30].
- (1982) Der Steyr 100 Expeditionswagen in Salzburg. Farb-Fernsehsendung (ORF), gesendet am 13. August 1982, 18.30 – 18.45 h, 2. Österr. Fernsehen (FS 2, heute ORF 2), im Rahmen der Sendung „Österreich-Bild“, inkl. aktuellem Interview mit Max Reisch zur einstigen Asien-Expedition 1935/1936, anlässlich der Restaurierung und Präsentation des damaligen Steyr 100 Expeditionsfahrzeuges in Salzburg 1982. Diese Sendung ist digitalisiert über das ORF-Archiv zugänglich[31].
- (1983) Max Reisch. Auf den Spuren von Sven Hedin (Gestaltung: Walter Prskawetz, unter Mitwirkung von Max Reisch selbst) S/W & Farb-Dokumentarfilm, Wien 1983: Jahn-Film. 16-mm-Film (Länge: 45 min), im Auftrag des ÖAMTC, mit zahlreichen Auszügen aus den S/W-Expeditionsfilmen Reisch's 1933, 1935/1936, 1952, 1956, 1958, sowie neueren Interviews mit Max Reisch.[32] Dieser Film wurde auch als Fernsehfilm 1985 über RAI Südtirol ausgestrahlt[33]. Der Film wurde auch (in Auszügen) digitalisiert und im Rahmen der Reihe „Kufstein in alten Filmen“ vom Filmclub Kufstein 2024 präsentiert.[34]
- (2005) Max Reisch – von Kufstein bis ans Ende der Welt. Farb-Fernsehsendung (ORF, Buch und Regie: Tom Matzek), zuerst gesendet am 11. September 2005, 18.30 – 19.15 h, ORF 2 („Österreich-Bild“), Serie History, aus dem Landesstudio Tirol[35].
- (2009) Max Reisch – ein bewegtes Leben. Farb-Fernsehsendung (ORF 2), gesendet am 1. Juli 2009, 18.30 – 18.55 h, im Rahmen der Sendung „Südtirol heute“. Enthalten ist ein Interview mit Sohn DI Peter Reisch (in Farbe), sowie Ausschnitte aus den alten SW-Filmen zur Indienreise 1933 und zur Weltfahrt 1935/1936). Diese Sendung ist digitalisiert über das ORF-Archiv zugänglich.[36]
- (2024) Max Reisch's Expeditionen, Fernsehfilmreihe in 2 Teilen, gestaltet von Qufstein.TV[37], im Rahmen der Serie „Qufstein steinalt“, ausgestrahlt Herbst 2024: Teil 1 (= Qufstein steinalt Nr. 17): Die Transasien-Expeditionen mit dem 32-PS-starken Steyr 100 im Jahr 1935[38]; Teil 2 (= Qufstein steinalt Nr. 18): Der Kufsteiner Max Reisch legte anno 1933 mit einem 6-PS-starken Motorrad, als erster Mensch überhaupt, den Landweg nach Indien zurück[39]

#### Rundfunkbeiträge (Auswahl)
- die Auswahl wird nur aus auch heute online verfügbaren Rundfunkbeiträgen getroffen.
- (1952) Zwei Mann und 32 PS. Mit Max Reisch im Auto um die Erde (Wissenschaftliches Hörbild: Fritz Reimers und Fred Trumauer, Skriptautoren), gesendet am 10. Mai 1952, 21.00 – 22.00 h, von der damaligen „Öffentlichen Verwaltung für das österreichische Rundspruchwesen“ = RAVWAG II, Sender Wien II, Thaliastraße, 1475 kHz; Darsteller/Sprecher u. a.: Marianne Lozal, Ernst Meister, Alice Zlatnik[40][41]).
- (1953) Rückkehr von der Sahara-Reise (Rundfunkbeitrag), gesendet am 23. Mai 1953, in der Sendung „Echo des Tages“, ab 19.00 h, von der damaligen RAVWAG II (nur Sendebereich Österreich West; Sender Innsbruck-Aldrans u. a.): Reportage zur Rückkunft von der Sahara-Fahrt 1953 (Empfang in Innsbruck), inkl. Interviewausschnitten mit Max und Christiane Reisch. Dauer 3 min 10 sec.[42]
- (1998/1952) Max Reisch – Rückkehr von der Arabienexkursion (Rundfunkbeitrag), gesendet am 8. März 1998, im Rahmen der Sendung „Patina – Kostbares aus dem Archiv“, Radio Österreich 1, ab 9.05 h. Gestaltung: Peter Zimmermann; Sprecher: Ernst Grissemann.[43]

## Sammlungen Max Reisch

### Max-Reisch-Archiv
Alle Manuskripte und Texte von Max Reisch, alle Print-Publikationen und alle originalen Foto- und Filmdokumente sind im analogen Max-Reisch-Archiv Innsbruck aufbewahrt.

### Fahrzeugsammlung
Seine Fernreise-Motorräder, Automobile, Wohnmobile und Camping-Konstrukte, die samt Zubehör original erhalten geblieben sind, bewahrte Max Reisch zunächst in seiner Heimatstadt Kufstein auf. Deren Präsentation wechselte dann nach Innsbruck und Bozen.
Seit November 2021 sind seine Expeditionsfahrzeuge im wieder aufgebauten Top Mountain Motorcycle Museum in Hochgurgl bei der Mautstation der Timmelsjoch-Straße zu sehen. Hier sind u. a. ausgestellt:
- Stilfserjoch-Puch 175, Bj. 1925
- Gardasee-Puch 175, Bj. 1926
- Sahara-Puch 250, Bj. 1929
- Indien-Puch 250, Bj. 1933
- Transasien-Steyr-Kraftwagen 100, Bj. 1934.
- „Arabien-Sadigi“: Jenbacher-Gutbrod-Wohnmobil Atlas 800, Bj. 1950.
- „Sinai-Moses“: Opel Olympia Caravan mit Dachzelt, Bj. 1955

### Asiatika und Orient-Archiv
Die Ausstellung im Top Mountain Motorcycle Museum Hochgurgl/Timmelsjoch beinhaltet ferner das Orient-Archiv des Kufsteiner Weltfahrers, in dem sich seine gesamte Bibliothek mit Reiseliteratur befindet, sowie auch etliche Asiatika, die Max Reisch aus verschiedenen Bereichen und Epochen asiatischer Kunst von seinen Reisen mitgebracht oder gesammelt hat.